# ۱۰ ژوئیه
۱۰ ژوئیه در تقویم گرگوری، صد و نود و یکمین (در سال‌های کبیسه صد و نود و دومین) روز سال است. ۱۷۴ روز تا پایان سال باقی است.

## رویدادها
- ۱۷۷۸ - در جریان جنگ استقلال ایالات متحده که به استقلال این کشور منجر شد، لویی شانزدهم، پادشاه فرانسه در حمایت از ایالات متحده به بریتانیای کبیر اعلان جنگ داد.
- ۱۸۲۱ - ایالات متحده رسماً کنترل ایالت فلوریدا را که بر طبق قراردادی در سال ۱۸۱۹ به ارزش پنج میلیون دلار از اسپانیا خریداری شده بود، به دست گرفت.
- ۱۸۹۰ - وایومینگ چهل و چهارمین ایالت ایالات متحده شد.
- ۱۹۴۰ - در جریان جنگ دوم جهانی پس از اشغال فرانسه توسط نیروهای آلمانی دولت ویشی با همکاری فاتحان به رهبری مارشال فیلیپ پتن در جنوب فرانسه تأسیس شد.
- ۱۹۴۲ - دولت در تبعید هلند با اتحاد جماهیر شوروی برای اولین بار روابط دیپلماتیک برقرار کرد.
- ۱۹۴۶ - با شکستن رکورد تورم در مجارستان، ابر تورم این کشور به ۳۴۸٫۴۶ درصد در روز رسید یعنی قیمت‌ها هر یازده ساعت دو برابر می‌شد.
- ۱۹۷۳ - مجلس ملی پاکستان با تصویب قانونی رسماً کشور مستقل بنگلادش را به رسمیت شناخت.
- ۱۹۹۱ - بوریس یلتسین در مراسمی ده دقیقه ای با حضور مقامات اتحاد جماهیر شوروی از جمله میخائیل گورباچف به عنوان اولین رئیس‌جمهور منتخب مردمی روسیه سوگند یاد کرد و به قدرت رسید.
- ۲۰۱۱ - کشتی تفریحی روسی بولگاریا در رودخانه ولگا در جمهوری تاتارستان روسیه غرق شد که به مرگ ۱۲۲ تن از ۲۰۱ سرنشین منجر شد.
- ۲۰۱۶ - یک فروند جنگنده سوخو ۲۴ نیروی هوایی ارتش جمهوری اسلامی ایران حوالی دریاچه بختگان در استان فارس سقوط کرد. در این حادثه هر دو خلبان جنگنده پیش از برخورد هواپیما با زمین موفق شدند از آن خارج شوند و آسیبی نبینند.

## زادروزها
- ۱۵۰۹ - ژان کالون، اصلاح‌طلب مذهبی فرانسوی و بنیان‌گذار فرقه کالونیسم (نوایون، فرانسه)
- ۱۸۳۰ - کامیل پیسارو، نقاش امپرسیونیست فرانسوی (شارلوت آمالی، هند غربی دانمارک (جزایر ویرجین کنونی))
- ۱۸۵۶ - نیکولا تسلا مخترع و مهندس برق صرب‌تبار آمریکایی (سمیلجان، امپراتوری اتریش (کرواسی کنونی))
- ۱۸۶۷ - ماکس فن بادن، صدراعظم آلمان (۳ اکتبر تا ۹ نوامبر ۱۹۱۸) (بادن-بادن، دوک‌نشین بادن)
- ۱۹۳۲ - کارلو ماریا آباته، رانندهٔ مسابقات اتومبیل‌رانی فرمول یک (د. ۲۰۱۹)
- ۱۹۸۵ - ماریو گومز، فوتبالیست آلمانی (ریدلینگن، آلمان غربی)

## درگذشت‌ها
- ۱۳۸ - هادریان، امپراتور روم (۱۳۸–۱۱۷) (بای، امپراتوری روم)
- ۶۴۹ - تای زونگ، امپراتور چین از دودمان تانگ (۶۴۹–۶۲۶) (چانگ‌آن، دودمان تانگ)
- ۱۵۵۹ - آنری دوم، پادشاه فرانسه
- ۱۵۸۴ - ویلیام خاموش، شاهزادهٔ اورانژ و نخستین فرمانروای هلند
- ۱۸۵۱ - لوئی داگر، مخترع فرانسوی
- ۱۸۸۴ - پل مورفی، شطرنج‌باز آمریکایی
- ۲۰۲۳ - ریچارد هوهانیسیان، تاریخ‌دان و مورخ آمریکایی ارمنی‌تبار بود.